# Known Good Die
Ein Known Good Die (Abkürzung: KGD; englisch für ‚erwiesenermaßen fehlerfreier Chip‘) bezeichnet in der Mikroelektronik einen Integrierten Schaltkreis (genauer einen Die), der bereits vor seinem Einbau in ein Chipgehäuse durch Tests als fehlerfrei qualifiziert wurde.
Im üblichen Herstellungsprozess erfolgt der Test des Chips erst nach der Verpackung in ein Gehäuse (Gehäusung), da dies mechanisch und elektrisch einfacher realisierbar ist und damit auch die Fehler erkannt werden, die bei der Verpackung entstehen können. Mit der vertikalen Integration mehrerer Chips in einem Gehäuse (System-in-Package) wurde es jedoch ökonomisch notwendig, die Fehlerfreiheit des Chips vor der Montage festzustellen. Dies wird erreicht, indem Testinhalte, die sonst im abschließenden Funktionstest stattfinden, in den Wafertest übernommen werden.
Known Good Dies werden bislang hauptsächlich für die Verwendung in System-in-Package hergestellt, da im Vergleich zum konventionellen Vorgehen die Kosten höher sind und nicht die gleichen Fehlerfreiheitsraten erreicht werden können.
Trotzdem wird die Technik immer häufiger eingesetzt, um Chips vor der Auslieferung zu testen, wenn der nachfolgende Fertigungsschritt bei Fehlerhaftigkeit die Kosten rechtfertigt, wie in komplexeren Chip-on-Board-Aufbauten.